# KFC Wambeek-Ternat
KFC Wambeek-Ternat is een Belgische voetbalclub aangesloten bij Voetbal Vlaanderen die ontstond op 15 februari 2019 als fusie tussen KFC Wambeek en KSKL Ternat, de 2 voetbalclubs uit de gemeente Ternat. De fusieclub gaat vanaf het seizoen 2019-2020 van start in 2de provinciale Brabant. De club neemt het stamnummer 5661 van KFC Wambeek over, alsook de groen-witte clubkleuren. Aan de clubkleuren wordt wel een vleugje rood toegevoegd, als verwijzing naar KSKL Ternat. De jeugdploegen, B-ploeg en damesploegen spelen in Wambeek. Enkel de eerste herenploeg zal haar wedstrijden in Ternat afwerken.

## Ontstaan fusieclub
De fusiegesprekken sleepten maar liefst 21 jaar aan alvorens het begin 2019 eindelijk tot een akkoord kwam.
In 1998 begon men voor het eerst te denken aan een fusie van alle Ternatse voetbalploegen en vervolgens stelde het gemeentebestuur een subsidiëringsbeleid op. Van in het begin leek FC Wambeek niet echt geïnteresseerd in een fusieploeg. De fusiegedachte leefde sterker bij Sporting Ternat en SK Lombeek. Zij kwamen zelfs tot een fusieplan dat echter onder druk van supporterskernen en belangencoalities werd afgekeurd. De fusiegedachte Ternat-Lombeek werd midden 1998 definitief begraven. Lombeek heeft de fusieweg dan maar alleen verder gezet en realiseerde in 1999 een fusie met FC Liedekerke. Aan dat succesverhaal kwam echter al na enkele jaren een einde wegens financiële problemen.
In 2006 werden de plannen voor een Ternatse fusie opnieuw opgerakeld en deze keer leek ze er ook echt te komen. Bij de laatste gesprekken haakte KFC Wambeek echter af, omdat groen-wit veel belang hechtte aan zijn authenticiteit en het belang van de jeugdspelers. Sporting Ternat en SK Lombeek gingen wel met elkaar in zee en vanaf het seizoen 2006-2007 bleven er nog maar twee voetbalclubs over in Ternat: KFC Wambeek en de fusieclub KSKL Ternat.
In 2010 kwam het opnieuw tot onderhandelingen tussen fusieclub KSKL Ternat en KFC Wambeek om één grote, Ternatse club te vormen. De gesprekken waren al vergevorderd en er werd zelfs al een akkoord gevonden met het jeugdbestuur van Wambeek. De fusie kreeg echter alweer zware kritiek in Wambeek en na enkele protestacties werd het zelfs een agendapunt op de gemeenteraad. Wambeek hield voet bij stuk en dus kwam het alweer niet tot een fusie.
Begin 2019 werden de fusiegesprekken andermaal heropgestart, mede doordat KSKL Ternat door de uitbreiding van de spoorweg langs de voetbalterreinen in Lombeek infrastructurele problemen zou krijgen. KFC Wambeek sloeg de fusie niet meteen af maar stelde bijzonder hoge eisen. Uiteindelijk werd een akkoord gevonden op 15 februari 2019.

## Resultaten
| 2019/20 |  |  |  |  |    |   | 1 |  |  | Tweede Prov. Brab.  | 53 | Competitie stopgezet na speeldag 24 door COVID-19 |
| 2020/21 |  |  |  |  |    |   |   |  |  | Eerste Prov. Brab.  |    | Competitie stopgezet na speeldag 5 door COVID-19  |
| 2021/22 |  |  |  |  |    | 3 |   |  |  | Eerste Prov. Brab.  | 53 |                                                   |
| 2022/23 |  |  |  |  |    | 1 |   |  |  | Eerste Prov. Brab.  | 59 | Kampioen. Promotie naar 3e Nationale.             |
| 2023/24 |  |  |  |  | 14 |   |   |  |  | Derde Afdeling VV A | 31 |                                                   |
| 2024/25 |  |  |  |  |    | 3 |   |  |  | Eerste Prov. Brab.  | 49 | Winst in de Interprovinciale eindreeks            |
| 2025/26 |  |  |  |  |    |   |   |  |  | Derde Afdeling VV A |    |                                                   |

## Website
- Officiële website